# 29663 Evanmackay
A 29663 Evanmackay (ideiglenes jelöléssel (29663) 1998 WH23) a Naprendszer kisbolygóövében található aszteroida. A LINEAR projekt keretében fedezték fel 1998. november 18-án.